# Conus bellocqae
Conus bellocqae é uma espécie de gastrópode do gênero Conus, pertencente à família Conidae.